# 피아노 소나타 2번 (베버)
피아노 소나타 2번 A♭장조는 카를 마리아 폰 베버가 쓴 피아노 소나타이다. 4개의 악장으로 구성되어 있다.

## 악장

### 1악장. 알레그로 모데라토
8분의 12박자, A♭장조

### 2악장, 안단테
4분의 2박자, E♭장조 

### 3악장, 프레스토
4분의 3박자, A♭장조

### 4악장, 론도
4분의 2박자, A♭장조